# 이강복
이강복(1979년 6월 2일 ~ )은 대한민국의 희극 배우로 그는 현재 서울특별시에서 거주한다.

## 데뷔
1999년 연극배우 첫 데뷔하였고 2003년 SBS 서울방송 공채 7기 개그맨으로 정식 데뷔하였다.

## 학력
- 밀양대학교 조경학과 학사

## 출연작

### 방송
- 웃찾사 (SBS)
- 개그1 (SBS)
- 웃음을 찾는 사람들 (SBS)
- 코미디빅리그 (tvN)
- 하땅사 (MBC)